# Red Universitaria Cruz del Sur
La Red Universitaria Cruz del Sur (RUCS) es una red universitaria creada el 30 de marzo de 2009 que está integrada por las siguientes universidades privadas chilenas:
- Pontificia Universidad Católica de Chile
- Universidad de Concepción
- Pontificia Universidad Católica de Valparaíso
- Universidad Técnica Federico Santa María
- Universidad Austral de Chile

Estas cinco universidades reciben aportes estatales, se encuentran institucionalmente acreditadas por la Comisión Nacional de Acreditación y forman parte del Consejo de Rectores de las Universidades Chilenas. En el año 2013 es creada la Red Universitaria G9, esta corporación tiene como propósito dar continuidad al trabajo realizado por la Red Universitaria Cruz del Sur.

## Objetivos
Esta red tiene como ejes estratégicos la equidad, los programas de estudio, el financiamiento, la institucionalidad, las políticas públicas, la internacionalización, la ciencia, tecnología e innovación además de las comunicaciones.

## Estadísticas
Al año 2012, cuenta con un total de 8909 académicos, 91 193 estudiantes (83 640 son de pregrado y 7553, de postgrado) y 82 programas de doctorado. Además, posee el 43 % del total de publicaciones indexadas Scopus y el 53 % del total nacional de graduados con doctorado.